# Andrej Plenković
Andrej Plenković (Zagreb, 8 april 1970) is een Kroatisch politicus. Sinds 19 oktober 2016 is hij premier van Kroatië. Ook is hij voorzitter van de Kroatische Democratische Unie (HDZ).
- Gemeinsame Normdatei: 1116815389
- International Standard Name Identifier: 0000 0004 2095 9673
- Nationale en Universitaire bibliotheek Zagreb: 000077939
- Virtual International Authority File: 305511197
- WorldCat: E39PBJmdxkFt7jWVrX76MwPJDq